# Soporte magnético
El soporte magnético es uno de los tipos de medios o soportes de almacenamiento de datos en los que se utilizan las propiedades magnéticas de los materiales para almacenar información digital.

## Tambor magnético
Los tambores magnéticos están formados por cilindros con material magnético capaz de retener información. Los datos se graban y se leen mediante un cabezal cuyo brazo se mueve en la dirección del eje de giro del tambor. El acceso a la información es directo y no secuencial.

## Cinta magnética
La cinta magnética está formada por una cinta de material plástico recubierta de material ferromagnético. Sobre dicha cinta se registran los caracteres en formas de combinaciones de puntos, sobre pistas paralelas al eje longitudinal de la cinta. Estas cintas son soporte de tipo secuencial, esto supone un inconveniente puesto que para acceder a una información determinada se hace necesario leer todas las que le preceden, con la consiguiente perdida de tiempo.

## Disco magnético

### Disco flexible o disquete
El disco flexible o disquete (en inglés, floppy disk), es un tipo de soporte de almacenamiento de datos formado por una pieza circular de plástico cubierta de material magnético que permite la grabación y lectura de datos, fino y flexible (de ahí su denominación) encerrado en una carcasa fina cuadrada o rectangular de plástico. Los disquetes más utilizados fueron los de 3½ o 5¼ pulgadas, utilizados en las primeras  computadoras personales, aunque actualmente están en desuso.

### Disco rígido o disco duro
El disco duro es el principal subsistema de almacenamiento de información en los sistemas informáticos. Es un soporte encargado de almacenar información de forma persistente en una computadora; es considerado el sistema de almacenamiento más importante y en él se guardan los archivos de los programas.

#### Disco duro externo o portátil
Los discos duros externos USB o Microdrive, utilizan un sistema de almacenamiento magnético. Suelen utilizar conexiones de tipo USB 2.0 y Firewire y últimamente, los fabricantes están incorporando puertos eSATA, que aumentan considerablemente la velocidad de transferencia entre discos duros.
Un disco duro portátil, suele estar compuesto por una unidad de 2,5 pulgadas, y generalmente se alimentan de la salida de voltaje que ofrece la PC a la que es conectado. Ocasionalmente, un disco duro portátil USB, necesita la alimentación de dos conexiones de USB, debido al alto consumo ejercido por magnitud de su capacidad. 
El rango de capacidad para estos dispositivos de almacenamiento portátiles, suele estar entre 200 GB hasta los 2 Terabytes de almacenamiento de datos. 

## Galería de imágenes

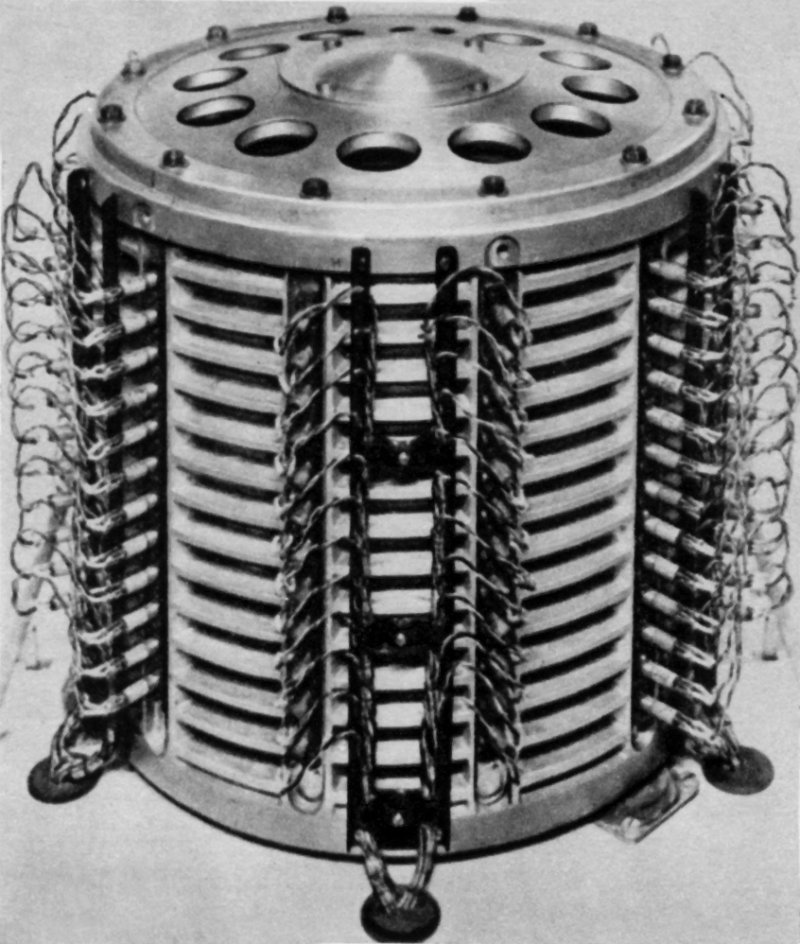
Tambor magnético.
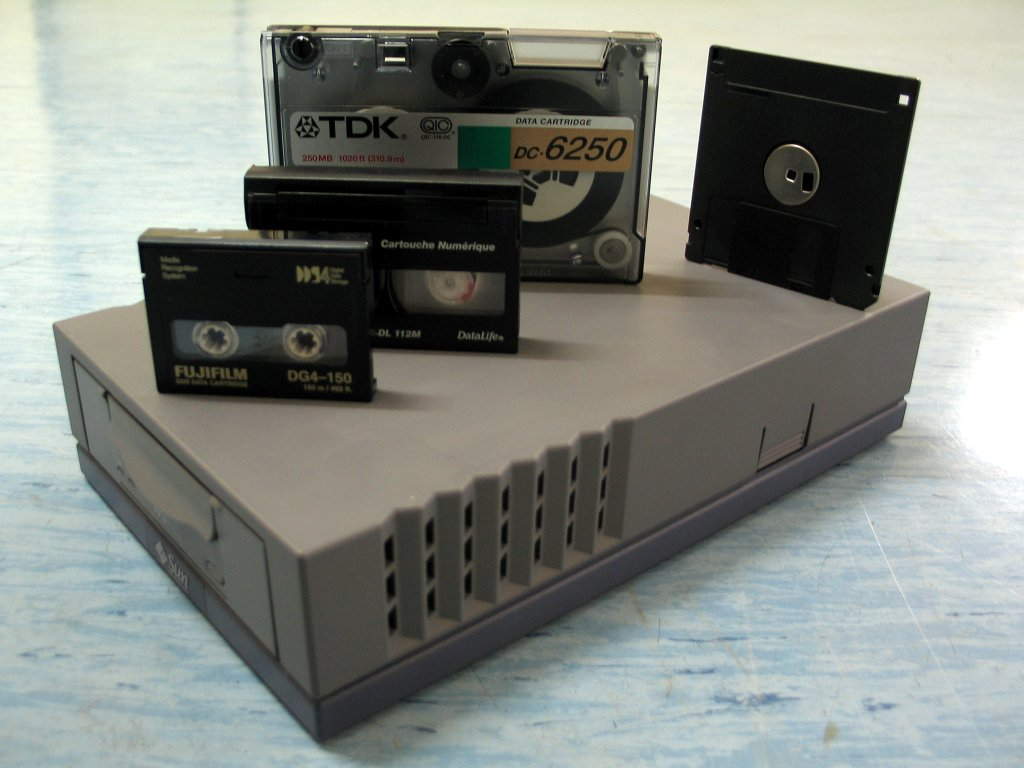
Casetes de cintas magnéticas.
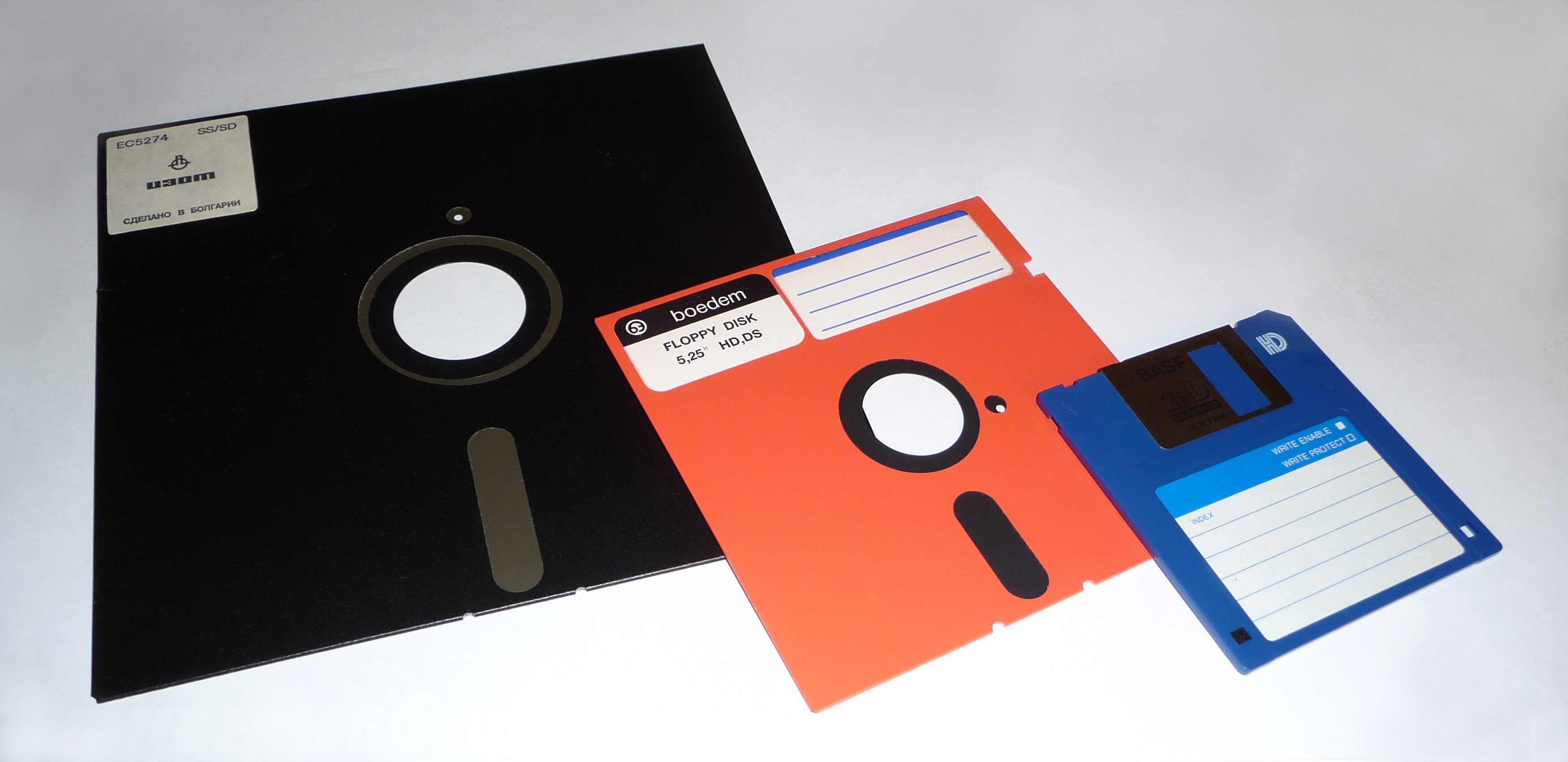
Disquetes de 8", de 5¼" y de 3½".
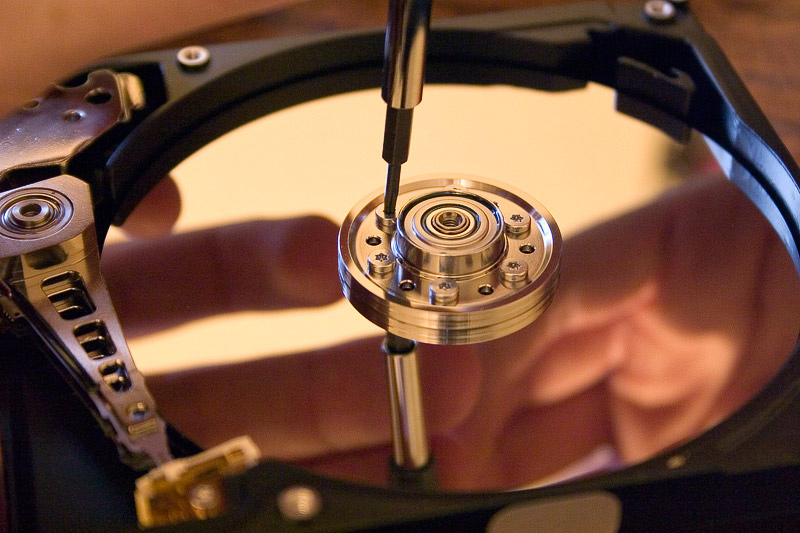
Disco duro.
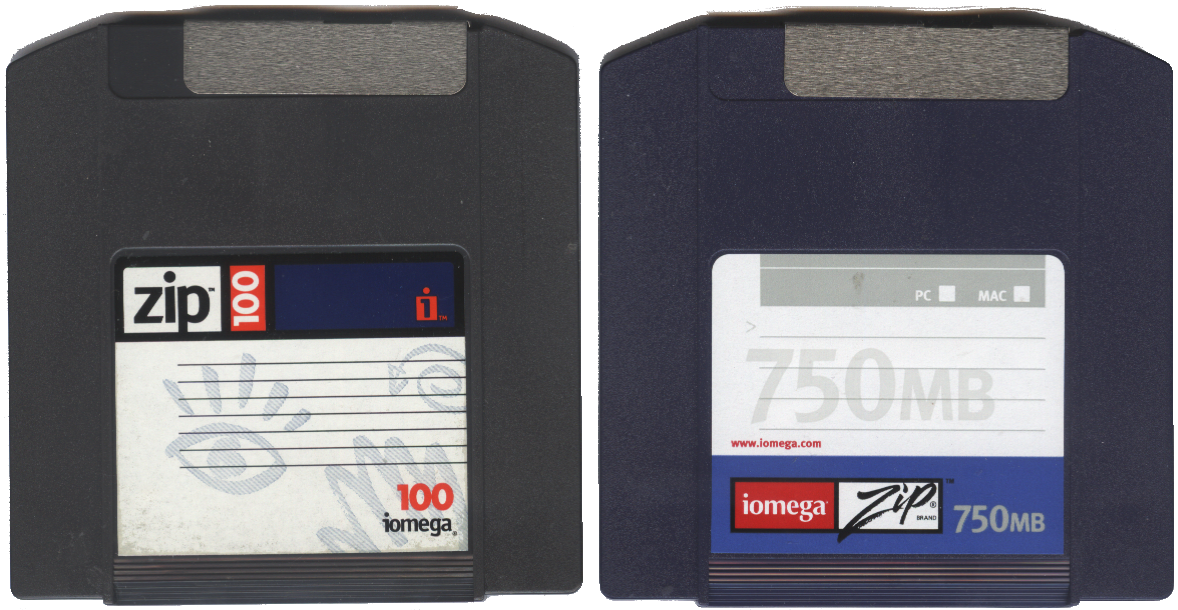
Discos Zip de 100 MB y 750 MB.